# Криничка (Довжицька сільська рад)
Криничка — гідрологічна пам'ятка природи місцевого значення. Об'єкт розташований на території Маневицького району Волинської області, Довжицька сільрада, ДП «Поліське ЛГ», Куклинське лісництво, квартал 8, виділи 17, 22.
Площа — 2,9 га, статус отриманий у 2008 році.
Охороняється природне джерело серед вільхових та ялинових насаджень.